# Мальцевка (Новоегоровский сельский совет)
Мальцевка (укр. Мальцівка) — село в Новоегоровском сельском совете Двуречанском районе Харьковской области Украины.
Код КОАТУУ — 6321883306. Население по переписи 2001 года составляет 3 (1/2 м/ж) человека.

## Географическое положение
Село Мальцевка находится в верховьях балки Вишневая, на расстоянии в 2 км от сёл Граково и Терны, в 3-х км от границы с Россией.

## История
- 1850 — дата основания.

## Экономика
- В селе есть молочно-товарная ферма.